# Villards-d’Héria
Villards-d’Héria – miejscowość i gmina we Francji, w regionie Burgundia-Franche-Comté, w departamencie Jura.
Według danych na rok 1990 gminę zamieszkiwało 391 osób, a gęstość zaludnienia wynosiła 39 osób/km² (wśród 1786 gmin Franche-Comté Villards-d’Héria plasuje się na 384. miejscu pod względem liczby ludności, natomiast pod względem powierzchni na miejscu 433.).